# 公務員事務局
公務員事務局（英語：Civil Service Bureau，CSB）是香港特別行政區政府總部決策局之一，專責香港公務員事務。

## 歷史
1970年6月，輔政司署銓敍科成立，首長為銓敍司，取代原輔政司署人事組，負責管理公務員一切事宜。於1970年代，據當時的輔政司羅弼時呈交予英國的機密文件中顯示，銓敍司為一敏感職位，應由英國人出任。儘管1987年已有香港出生，印度裔的高禮和就任，但直至1993年前所有銓敍司皆非華人，屬最遲一批有華人首長的政府部門。1991年，銓敍科改稱公務員事務科，首長為公務員事務司。1997年回歸後，公務員事務科改稱公務員事務局。
2002年，行政長官董建華推行主要官員問責制，將所有局長由公務員職位改為政治委任。但為平息公務員疑慮，規定公務員事務局局長須由公務員轉任；而且委任期滿後可返回公務員崗位（即俗稱「旋轉門」）。而公務員事務局不設副局長及局長政治助理的職位，亦是唯一有此安排的決策局。
2020年，聶德權以非公務員的身份獲委任為公務員事務局局長，被指違反政府與公務員的協定。

## 歷任首長
公務員事務局常任秘書長
| №    | 姓名     | 任期開始      | 任期結束       |
| ---- | -------- | ------------- | -------------- |
| 署任 | 王倩儀   | 2002年7月1日  | 2003年2月23日  |
| 1    | 黎高穎怡 | 2003年2月24日 | 2006年2月12日  |
| 2    | 黃灝玄   | 2006年2月13日 | 2010年12月23日 |
| 3    | 黃鴻超   | 2011年1月17日 | 2015年9月13日  |
| 4    | 周達明   | 2015年9月14日 | 2020年6月23日  |
| 5    | 楊何蓓茵 | 2020年8月7日  | 2022年6月30日  |
| 6    | 梁卓文   | 2022年7月1日  |                |

## 管轄部門
- 香港公務員學院
- 公務及司法人員薪俸及服務條件諮詢委員會聯合秘書處

## 外部連結
- 香港特別行政區政府 公務員事務局 （页面存档备份，存于）
- 公務員事務局Facebook專頁
- 香港公務員總工會

| 新頭銜                        | 英屬香港銓敍科   | 繼任： · 英屬香港公務員事務科 |
| 前任： · 英屬香港公務員事務科 | 香港公務員事務局 | 現任                          |